# Большие Тайцы
Больши́е Та́йцы (фин. Suuri Taitsa) — деревня в Гатчинском муниципальном округе Ленинградской области.

## История
Упоминается как пустошь Staissa Ödhe в Дягилинском погосте в шведских «Писцовых книгах Ижорской земли» 1618—1623 годов.
На карте Ингерманландии А. И. Бергенгейма, составленной по материалам 1676 года, обозначена как деревня Staitsa.
На шведской «Генеральной карте провинции Ингерманландии» 1704 года как Staitsaby.
Как деревня Стаиса упоминается на «Географическом чертеже Ижорской земли» Адриана Шонбека 1705 года.
В Больших Тайцах располагалась усадьба Александра Григорьевича Демидова, брата известного уральского заводчика Петра Григорьевича Демидова.
Деревня Тайцкая упоминается на карте Санкт-Петербургской губернии Я. Ф. Шмидта 1770 года.
На карте Санкт-Петербургской губернии 1792 года А. М. Вильбрехта обозначена как деревня Большая Таицкая.
На «Топографической карте окрестностей Санкт-Петербурга» Военно-топографического депо Главного штаба 1817 года обозначена как деревня Большая Таица из 31 двора, при ней «Плитная ломка» и «Скотный двор».
Большие Тайцы из 32 дворов упоминаются на «Топографической карте окрестностей Санкт-Петербурга» Ф. Ф. Шуберта 1831 года.

БОЛЬШИЕ ТАИЦЫ — деревня принадлежит Демидову, гвардии штабс-ротмистру, число жителей по ревизии: 60 м п., 71 ж. п. (1838 год)

Согласно карте Ф. Ф. Шуберта в 1844 году деревня Большие Таицы насчитывала 34 крестьянских двора.
На этнографической карте Санкт-Петербургской губернии П. И. Кёппена 1849 года она обозначена как деревня «Gross Taitz», расположенная в ареале расселения савакотов. В пояснительном тексте к этнографической карте она записана как деревня Dorf Gross Taiz (Большие Тайцы) и указано количество её жителей на 1848 год: савакотов — 58 м. п., 64 ж. п., всего 122 человека

ТАЙЦЫ БОЛЬШИЕ — деревня генерал-майора Демидова, по просёлочной дороге, число дворов — 29, число душ — 45 м. п.
(1856 год)

Согласно «Топографической карте частей Санкт-Петербургской и Выборгской губерний» в 1860 году в деревне Большие Тайцы было 23 двора.

БОЛЬШИЕ ТАИЦЫ — деревня владельческая при колодце, число дворов — 23, число жителей: 48 м п., 60 ж. п.; Таицкое волостное правление. (1862 год)

В 1874—1875 годах временнообязанные крестьяне деревни выкупили свои земельные наделы у Удельного ведомства и стали собственниками земли.
В 1875 году в деревне открылась школа с преподаванием на финском языке.
В 1879 году деревня Большие Таицы насчитывала 29 дворов.

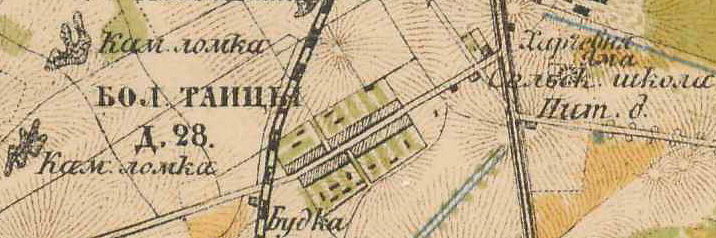
План деревни Большие Тайцы. 1885 год

В 1885 году, согласно карте окрестностей Петербурга, деревня насчитывала 28 крестьянских дворов. Сборник же Центрального статистического комитета описывал её так:

БОЛЬШИЕ ТАИЦЫ — деревня бывшая владельческая, дворов — 30, жителей — 136; 2 школы. (1885 год).

В конце XIX — начале XX века деревня административно относилась к Староскворицкой волости 3-го стана Царскосельского уезда Санкт-Петербургской губернии. Население деревни было однородным — финским.
К 1913 году количество дворов увеличилось до 45.
Согласно данным переписи населения СССР 1926 года в деревне Большие Тайцы Таицкого сельсовета Староскворицкой волости Троцкого уезда проживали 336 человек, в основном финны.
В 1928 году население деревни Большие Тайцы составляло 393 человека.

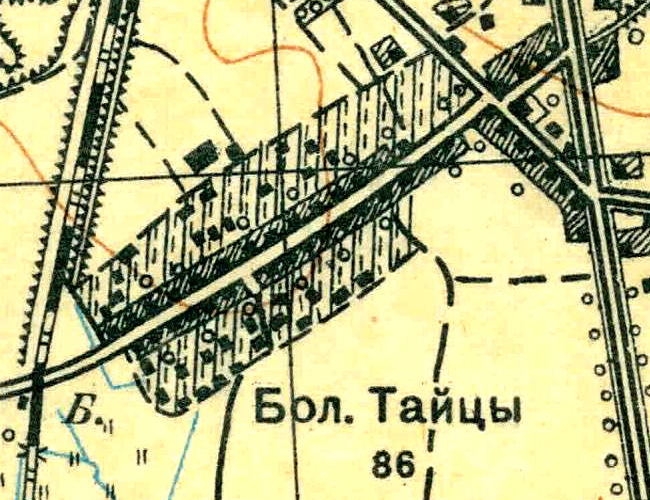
План деревни Большие Тайцы. 1931 год

Согласно топографической карте 1931 года деревня насчитывала 86 дворов.
По данным 1933 года деревня Большие Тайцы входила в состав Таицкого сельсовета Красногвардейского района.
В 1958 году население деревни Большие Тайцы составляло 707 человек.
По данным 1966 и 1973 годов деревня Большие Тайцы входила в состав Большетаицкого сельсовета, в 1973 году являлась его административным центром. По данным 1973 года в деревне располагалась центральная усадьба совхоза «Тайцы».
По данным 1990 года деревня Большие Тайцы находилась в административном подчинении Таицкого поселкового совета.
В 1997 году в деревне проживали 1714 человек, в 2002 году — 1570 человек (русские — 87%), в 2007 году — 1608.

## География
Деревня расположена в северной части района на автодороге 41К-010 (Красное Село — Гатчина — Павловск), близ железнодорожной станции Тайцы.
Расстояние до административного центра поселения, посёлка городского типа Тайцы — 0,5 км.

## Демография
| 1862 | 2007  | 2010  | 2017  |
| ---- | ----- | ----- | ----- |
| 108  | ↗1608 | ↗1638 | ↗1705 |

### Национальный состав
Согласно данным Всероссийской переписи населения 2021 года в деревне проживали 1707 человек, из них:
 русские — 1570, цыгане — 13, татары — 12, вепсы — 10, финны — 10, армяне — 8, белорусы — 6, украинцы — 5, грузины — 1, латыши — 1, мордва — 1, казаки — 1, таджики — 1, эстонцы — 1, другие национальности — 10 человек, остальные национальность не указали.

## Образование
- Таицкая СОШ[38]
- Детский сад № 17

## Улицы
Большетаицкий переулок, Гатчинская, ж/д 34 км, ж/д 35 км, Поселковая, Садовая, Санаторская, Ягодная, Ягодный переулок.